# Toa Alta
Tao Alta ist eine der 78 Gemeinden von Puerto Rico.
Sie gehört zur Metropolregion der Stadt San Juan. Sie hatte 2019 eine Einwohnerzahl von 72.025 Personen.

## Geschichte
Toa Alta liegt westlich der Hauptstadt San Juan und wurde 1751 gegründet, was sie zu einer der ältesten Städte auf der Insel Puerto Rico macht. Mit dem Bau der Kirche San Fernando Rey auf dem Stadtplatz wurde 1752 begonnen. Der Name Toa Alta stammt von dem Taíno-Wort für Mutter oder Fruchtbarkeit, Thoa. Im Laufe der Jahre wurde die Landwirtschaft zu einem wichtigen wirtschaftlichen Faktor in der Gegend. Auf dem Höhepunkt der Agrarwirtschaft war die Stadt auch als "Granja de los Reyes Católicos" (der Bauernhof der katholischen Könige) bekannt. 

## Gliederung
Die Gemeinde ist in 9 Barrios aufgeteilt:
1. Contorno
2. Galateo
3. Mucarabones
4. Ortíz
5. Piñas
6. Quebrada Arenas
7. Quebrada Cruz
8. Río Lajas
9. Toa Alta barrio-pueblo

## Söhne und Töchter der Stadt
- Tomás Rivera Morales  (1927–2001), Sänger und Komponist
- Samuel Serrano (* 1952), Boxer
- Eddie Santiago (* 1955), Musiker